# Оклахома
Оклахо́ма або Оклагома (англ. Oklahoma, i[ˌoʊkləˈhoʊmə]; чер. ᎣᎦᎳᎰᎹ, чокт. Oklahumma, ogalahoma, пауні: Uukuhuúwa , каюга: Gahnawiyoˀgeh) — штат на південному заході центру США. Оклахома займає 20 місце щодо площі та 28 місце щодо числа населення з 50 штатів США. Назва штату пішла від чоктавських слів Okla і Humma, що означає червоні люди, а ще він відомий на прізвисько — Штат проворних. Штат виник як сполука Території Оклахоми та Індіанської території, та 16 листопада 1907 року Оклахома стала 46-им штатом США. Столиця та найбільше місто штату — Оклахома-Сіті.
Оклахома — найбільший виробник природного газу, нафти та агрокультур. Економічна база штату складається з авіації, енергетики, телекомунікацій та біотехнологій. Її економіка з-поміж тих, що найшвидше зростають у країні, позиції серед найкращих штатів у доходах на душу та зростання валового внутрішнього продукту. Оклахома-Сіті й Талса становлять основу економіки Оклахоми, до того ж майже дві третини жителів штату живуть у цих містах.
З малими гірськими хребтами, преріями та столовими горами, більша частина Оклахоми лежить на великих рівнинах та внутрішніх американських височинах — регіоні, особливо схильному до несприятливих погодних умов, таких як торнадо. За етнічною ознакою жителі штату поділяються на англійців, німців, шотландців, ірландців та індіанців. В Оклахомі говорять понад 25 індіанськими мовами, що числом поступається тільки Каліфорнії.
Оклахома лежить на місці, де сходяться три великі американські культурні регіони й історично правила за дорогу, щоб переводити худобу, й місце для південних поселенців та санкційованої від уряду території для корінних американців.

## Етимологія
Назва Оклахома походить від чоктавської фрази okla humma, що буквально означає червоні люди. Головний чоктав Аллен Райт запропонував назву в 1866 році під час переговорів за договором з федеральним урядом щодо використання Індіанської території, в якій він припускав створення штату для всіх індіанців, що контролювався керуючим США у справах індіанців. Еквівалент англійського слова Індіанський, okla humma була б фразою на мові чоктав для опису індіанської раси в цілому. Слово Оклахома пізніше стало де-факто ім'ям Території Оклахома, і воно було офіційно затверджене в 1890, два роки по тому територія була відкрита для білих поселенців.

## Географія

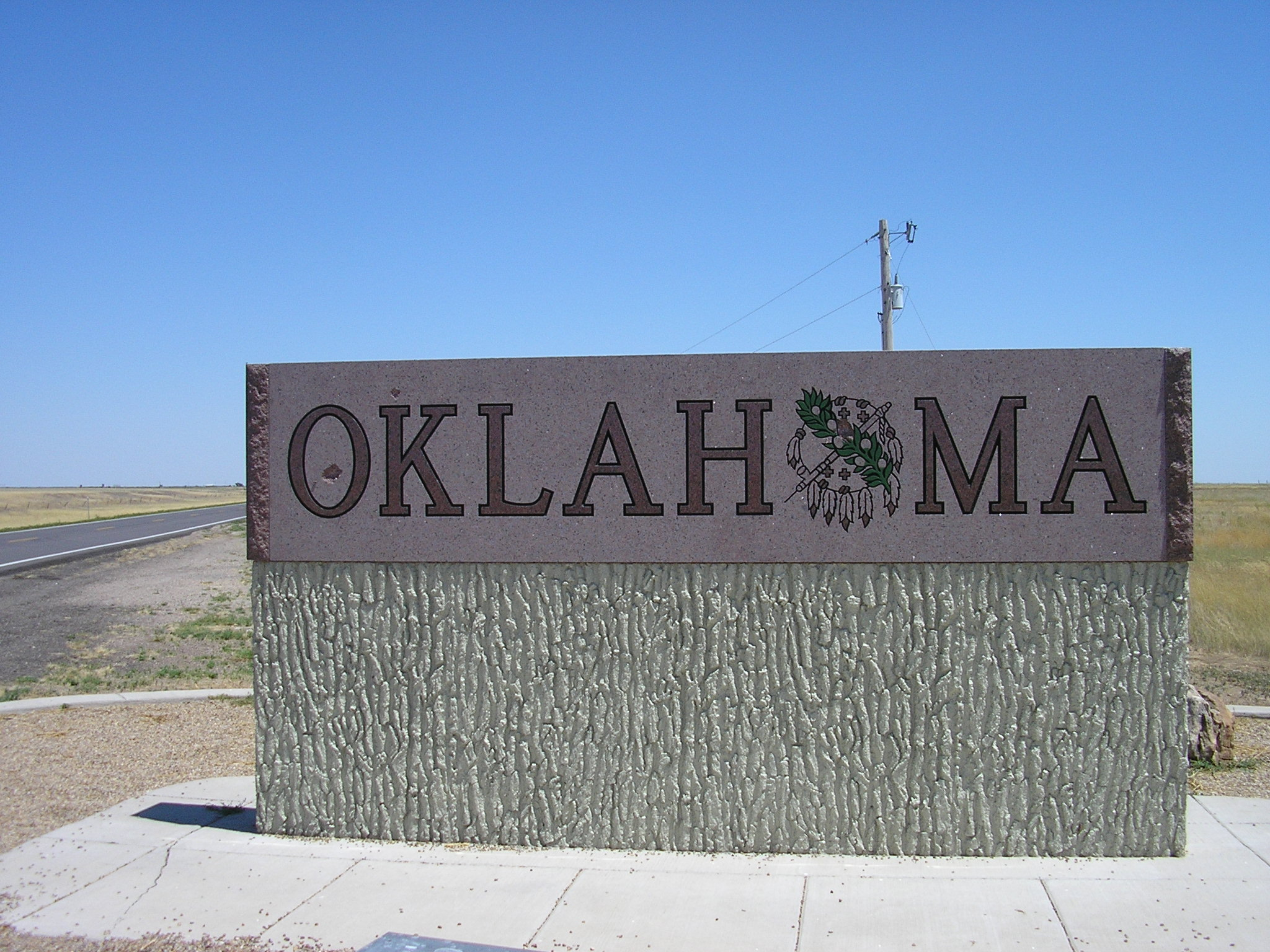
Знак на в'їзді у штат на північно-західному кордоні.

Оклахома 20-й за величиною штат у США, що займає площу в 181 035 км², з 177 847 км² землі та 3188 км² води. Це один з шести штатів на «прикордонній смузі» між сходом та заходом країни, а також він частково лежить у Великих рівнинах поруч з географічним центром 48-ми основних (континентальних штатів). Арканзас та Міссурі огорнули його на сході, на півночі — Канзас, на північному заході — Колорадо, на далекому заході — Нью Мексико, а на півдні та ближньому заході — Техас.

### Топографія
Оклахома розташована між Великими рівнинами та плато Озарк у вододілі Мексиканської затоки , в цілому лежить на території від високих рівнин західного кордону до низьких заболочених рівнин на південно-східному кордоні. Його найвища та найнижча точки слідують цій тенденції: найвища вершина Блек Меса, 1516 метрів над рівнем моря, розташована в північно-західному куті Оклахоми. Найнижча точка штату розташована на Літтл-Рівер поблизу його південно-східного кордону недалеко від міста Айдабел, що на висоті 88 метрів над рівнем моря.

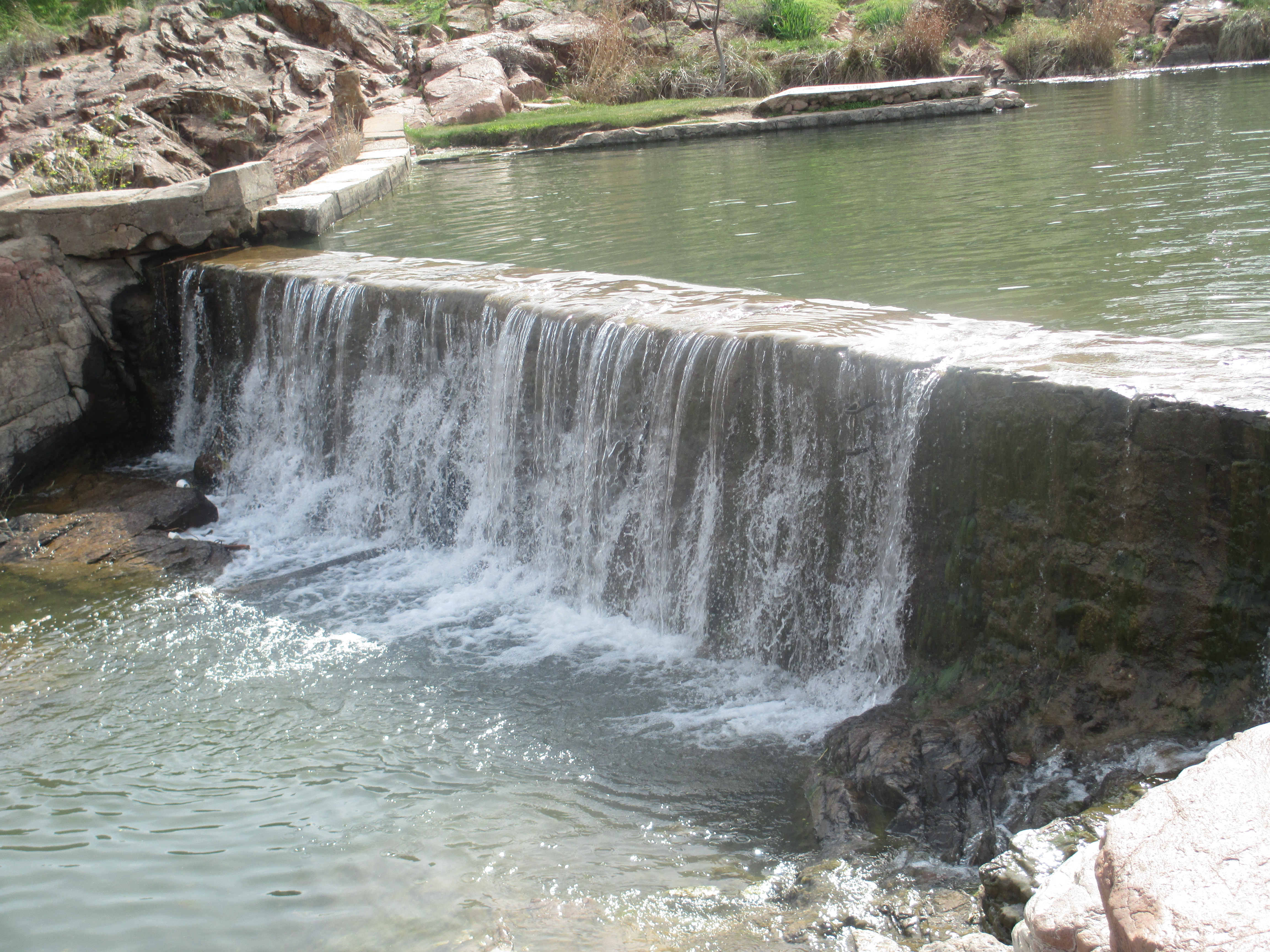
Водоспад на струмку Медицин у Медицин Парк, один з перших курортів, встановлених в горах Уїчита (Wichita Mountains)

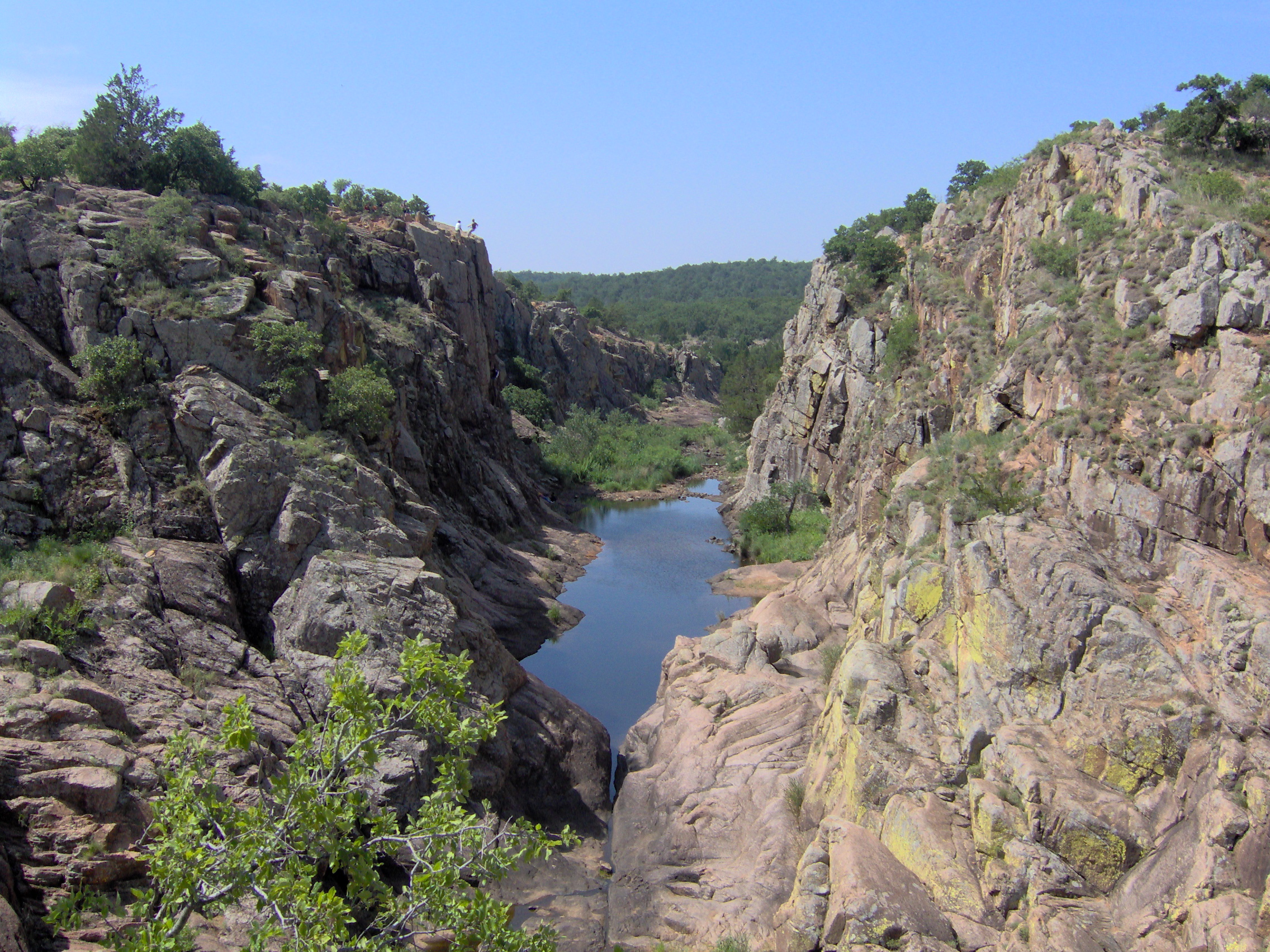
Річка вирізає каньйон у горах Уїчита.

Як один з найбільш географічно різноманітних штатів, Оклахома складається з понад 10 різних екологічних регіонів, однак до східної Оклахоми належить вісім екологічних регіонів, тоді як західна половина містить три.

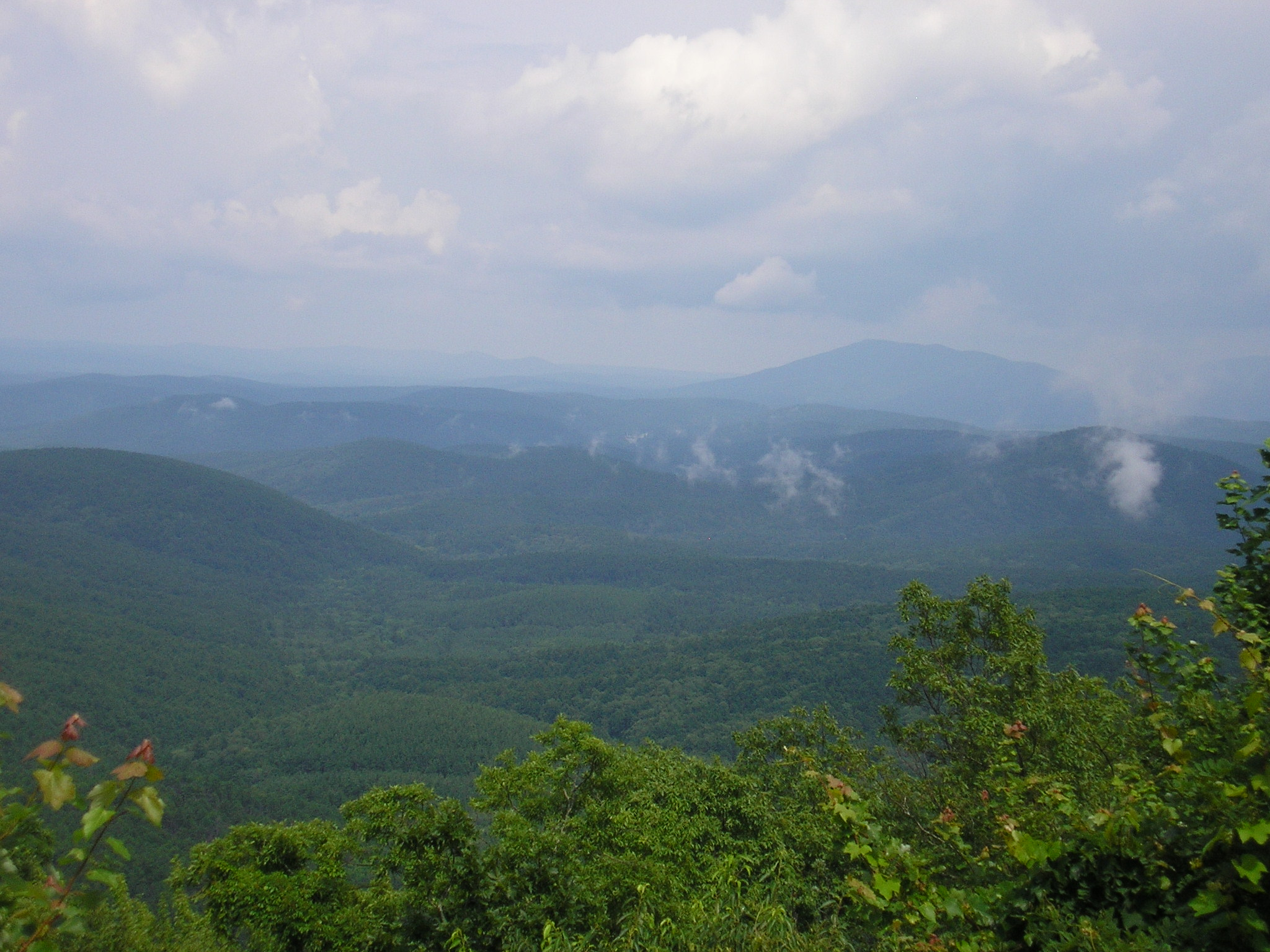
Гори Уїчита покривають більшу частину південно-східної Оклахоми.

Оклахома має чотири основних гірських хребти: гори Уошіто, Арбакл, Уїчита та Озарк. Знаходиться в регіоні Внутрішніх американських височин, гори Озарк і Уошіто є найбільшим гірським районом між Скелястими горами та Аппалачі. частина Флінт Гіллс) простягається в північно центральній Оклахомі та поблизу східних кордонів штату. Каванал Гілл (англ. Cavanal Hill) відділ туризму й відпочинку Оклахоми розглядає як найбільший пагорб у світі, висотою 609 м (1999 футів), і для права називатися горою йому не вистачає одного фута висоти.
Штат здебільшого покритий напівпосушливими високими рівнинами, однак у північно-західній Оклахомі є кілька природних
лісів. Регіон має пейзаж із переривчастими діапазонами каньйонів та столових гір, як гори Гласс (англ. Glass Mountains). Часткові рівнини перервані невеликими гірськими хребтами, як Антилоп Гіллс (англ. Antelope Hills) та гори Уїчита у південно-західній Оклахомі, і перехідне покриття прерій та лісів у центральній частині штату. Гори Озарк і Уошіто із заходу на схід через східну третину штату поступово збільшуються у висоту у східному напрямку.
Понад 500 струмків та річок становлять водні шляхи Оклахоми, та з 200 озер створені греблі, тому штат має найбільше штучних водойм у країні. Велика частина штату лежить у двох основних водозбірних басейнах, що належать річкам Ред Рівер та Арканзас, хоча річки Лі та Літтл також мають значні водозбірні басейни.

### Флора і фауна

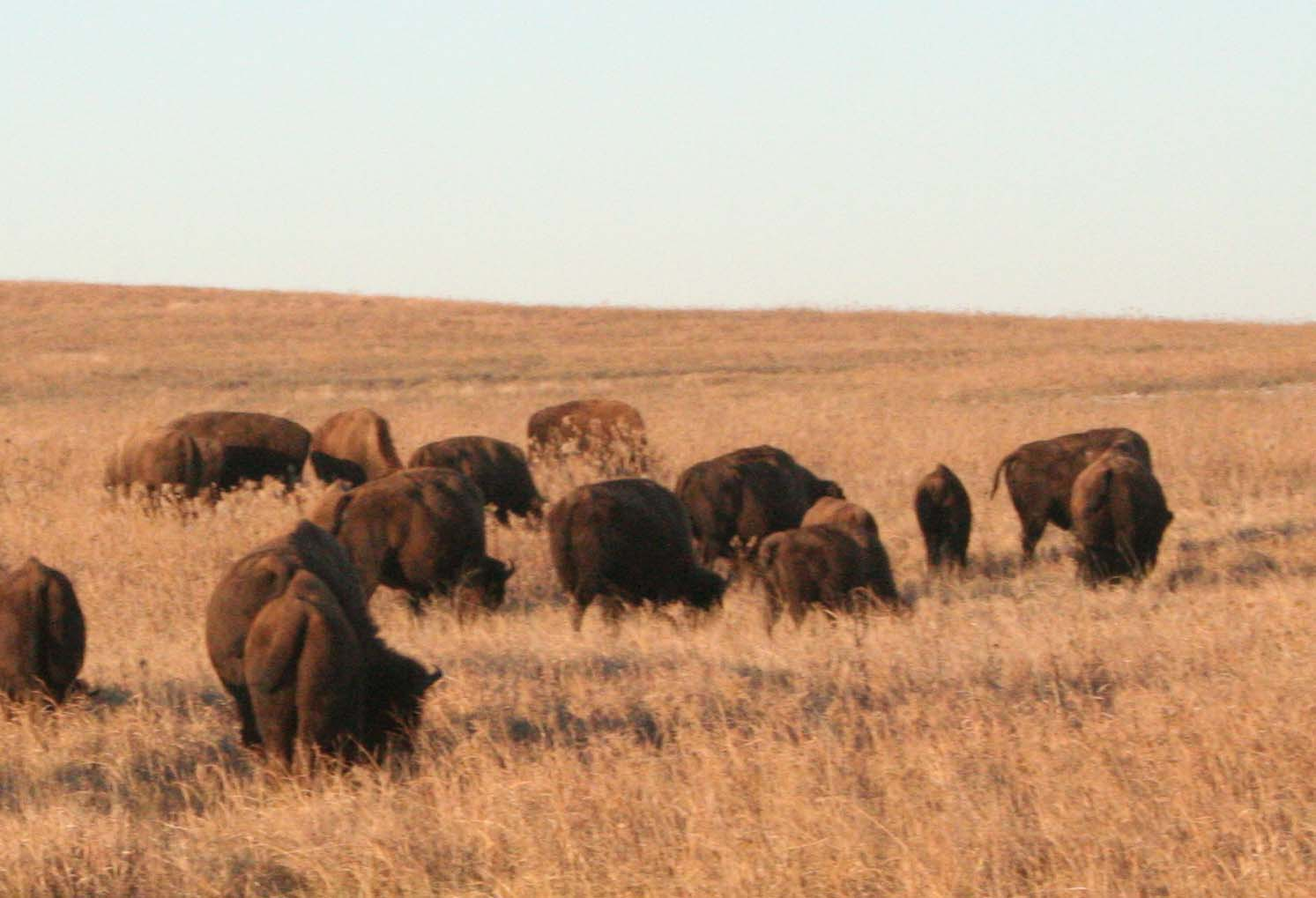
Популяції американського бізона населяють прерії екосистем штату.

Ліси покривають 24 відсотки території Оклахоми. Прерії складаються з короткотрав'яних, змішаних та високотрав'яних прерій, у центральній та західній частині штату поширені експансивні екосистеми, хоча орні землі значною мірою замінили рідні трави.. В західних регіонах штату, де кількість опадів мала, короткотрав'яні прерії та чагарники є найпоширенішими екосистемами, хоча поблизу річок та струмків ростуть сосни, червоний кедр (ялівець) та сосна жовта.
Марші, кипарисові ліси та суміші сосни короткохвойної, ладанної сосни й листяних лісів домінують у південно-східній чверті штату, а на північному сході Оклахоми лісове покриття складається переважно з суміші дуба, в'яза, червоного кедра (Juniperus virginiana) та сосни.
Штату належать популяції білохвостого оленя, оленя чорнохвостого, антилопи, койотів, пум, рисі, лося та птахів, таких як перепілка, голуби, кардиналів, орлана білоголового, червонохвостих яструбів, та фазанів. У екосистемах прерій, американський бізон, борсуки та броненосцеві є основними, також високотрав'яні прерії населяють лучні собачки. Області переходу від прерій до лісів у Центральній Оклахомі, налічують 351 вид хребетних. Гори Уошіто є домом для популяцій чорного ведмедя, лисиці, сірої лисиці та річкової видри, загалом 328 видів хребетних, що співіснують на південному сході штату Оклахома. Крім того, в південно-східній Оклахомі живе американський алігатор.

### Заповідні землі

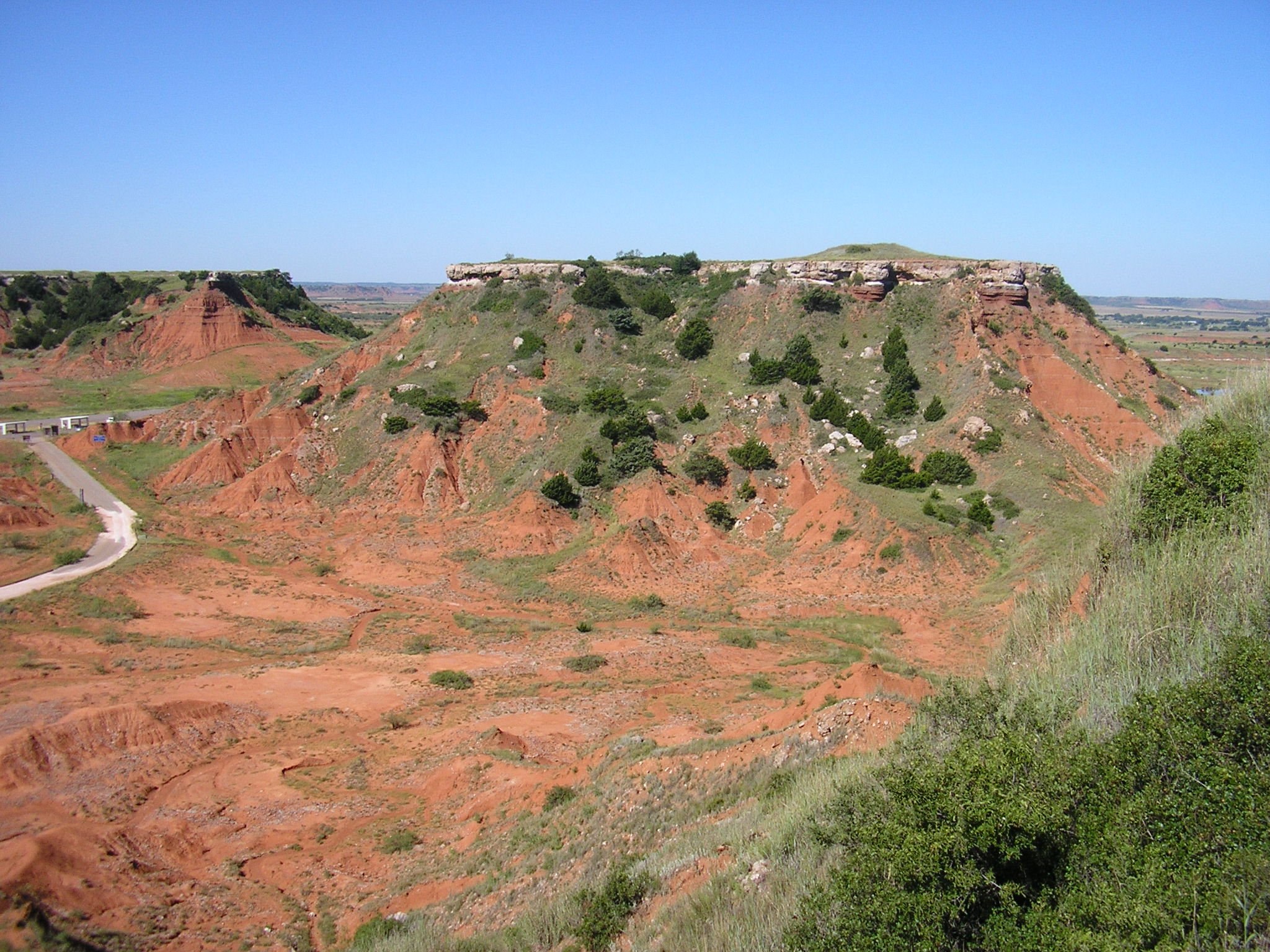
Гори Гласс (Glass Mountains) височіють над одним з парків Оклахоми.

Оклахома має 50 парків штату, шість національних парків або захищених регіонів, два національні заповідні ліси або луки, та мережу заказників і заповідників. Шість відсотків із 40 000 км² (10 млн акрів) лісу штату є державними землями, включаючи західні частини Ouachita National Forest, найбільшого та найстарішого національного лісу у південній частині Сполучених Штатів.
Заповідник Tallgrass Prairie Preserve у північно-центральній Оклахомі площею 158 км² (39 000 акрів) є найбільшою у світі територією високотрав'яних прерій, що охороняється, а також це єдина екосистема, яка охоплює лише 10 відсотків своєї колишньої площі, однак охоплює 14 штатів. Крім того, парк Black Kettle National Grassland займає 127 км² (31 300 акрів) прерій на південному заході штату Оклахома. Wichita Mountains Wildlife Refuge є найстарішим та найбільшим з дев'яти національних заповідників у штаті і був заснований в 1901 р., площею 238,8 км² (59 020 акрів).
Парки Оклахоми або рекреаційні об'єкти федерально захищені; Chickasaw National Recreation Area є найбільшим парком, площею 18 км² (9898,63 акрів). Іншими парками є історична стежка Санта-Фе (англ. Santa Fe Trail), «Дорога сліз» та Національний історичний музей Форт-Сміт (англ. Fort Smith National Historic Site).

### Клімат
Оклахома розташована в помірному кліматичному поясі. Тут переважають екстремальні температури й опади, типові для континентального клімату. Більша частина штату лежить в області, відомій як «Алея торнадо» — для неї характерна часта взаємодія між холодними та теплими повітряними масами, що породжує несприятливі погодні умови. У середньому тут відбувається 54 удари торнадо на рік — один з найвищих показників у світі.
Через розташування Оклахоми між зонами з різним переважанням температури та вітру, погодні умови в штаті можуть дуже відрізнятися на відносно не віддалених територіях і можуть істотно змінюватися за короткий час. Як приклад, 11 листопада 1911 року, температура в Оклахома-Сіті досягла 28,3 °C вранці (рекордно висока для цієї дати), а після сильного шквалу опівночі температура впала до −8 °C (рекордно низька для цієї дати), таким чином, рекордно високу та рекордно низьку температури на 11 листопада було встановлено в один день.

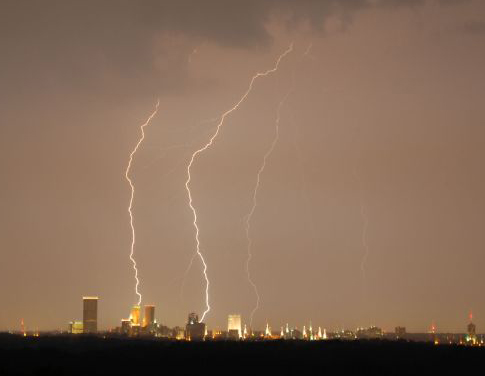
Клімат Оклахоми найбільш підходить для генерації грози.

Вологий субтропічний клімат (за класифікацією Кеппена) у східній частині штату утворився переважно внаслідок південних вітрів, які переносять вологу з Мексиканської затоки. Однак поступово клімат переходить у напівпустельну зону в районі високих рівнин північно-західної частини штату й інших областей на захід від Лотона, яка рідше зволожується південними вітрами. Рівень опадів і температура знижуються зі сходу на захід відповідно. У районах на південному сході середньою річною температурою є 17 °C, а річна кількість опадів 1420 мм, тоді як північно-західні області мають середню температуру 14 ° С, при річній кількості опадів у 430 мм. Нищівні урагани завдають серйозних збитків, нищачи інфраструктуру, житло та майно мешканців Оклахоми.
Усі регіони штату часто стикаються з температурою вище 38 °C або нижче −18 ° С, однак кількість снігопадів коливається: на півдні в середньому менш як 10 см, тоді як на північному заході трохи більше ніж 51 см на рік. Найбільша зареєстрована в Оклахомі температура в 49 °C була відмічена в Тіптоні 27 червня 1994 року, а рекордно низька температура в −31 °C була в Новаті 10 лютого 2011.

## Історія

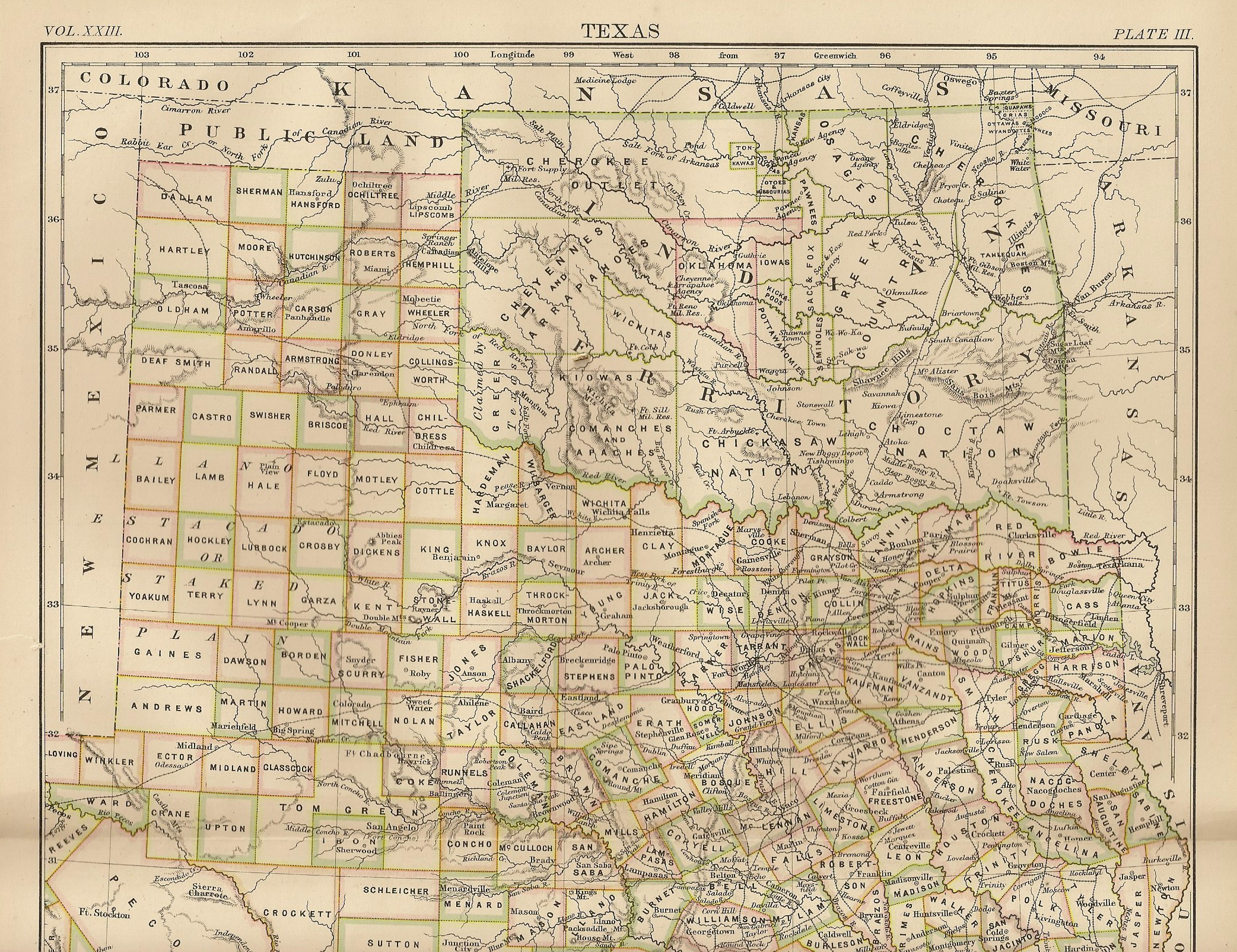
Карта індіанської території, Оклахома. 1889. Britannica 9-е вид.

Існують докази того, що корінні народи подорожували по Оклахомі вже в останній льодовиковий період, але перші постійні жителі штату селилися у курганоподібних селищах недалеко від кордону з Арканзасом у період між 850 і 1450 роками нашої ери. Іспанець Франсиско Васкес де Коронадо подорожував через штат уже 1541 року, проте відкрили цю область французькі дослідники в 1700 і вона залишалася під французьким керуванням до 1803 року, коли всі французькі території на заході від річки Міссісіпі були придбані США в Луїзіанській купівлі.
У XIX столітті тисячі корінних американців були вигнані зі своїх рідних територій в Північній Америці й були депортовані на території сьогоднішнього штату Оклахома та його околиць. Чоктав було першим з п'яти цивілізованих племен, що були вигнані з південного сходу Сполучених Штатів. Фраза «Дорога сліз» з'явилася як опис депортації племені чоктав у 1831 році, хоча цей термін зазвичай використовується для опису депортації черокі.
Близько 17 000 черокі (разом з приблизно 2000 чорних рабів, що належали черокі) були вигнані зі своїх будинків. Область, зайнята племенами осейджі та куапо, називалася нацією Чоктав, однак до них потім включили інших корінних американців. 1890 року понад 30 індіанських народностей та племен було зосереджено в межах індіанської території або «індіанського штату».
Багато корінних американців служили в арміях обох ворогуючих сторін під час Громадянської війни в США. У черокі тоді була внутрішня громадянська війна. Рабство в Оклахомі не було скасоване до 1866.
У період між 1866 і 1899 роками скотарські ранчо в Техасі прагнули задовольнити попит на продовольство у східних містах, тому багато ковбоїв почало перевозити велику рогату худобу через штат. У 1881 р. чотири з п'яти основних доріг для худоби на західному кордоні проходили через індіанську територію.
Збільшення білих поселенців на території індіанців заохотило уряд Сполучених Штатів встановити у 1887 році Закон Дауеса, який поділив землі окремих племен на наділи для окремих сімей, щоб заохотити ведення сільського господарства і приватної власності на землю серед корінних американців, але експропріювати земельні ділянки до федерального уряду. В процесі майже половина індіанської землі відійшла до зовнішніх поселенців і на продаж.

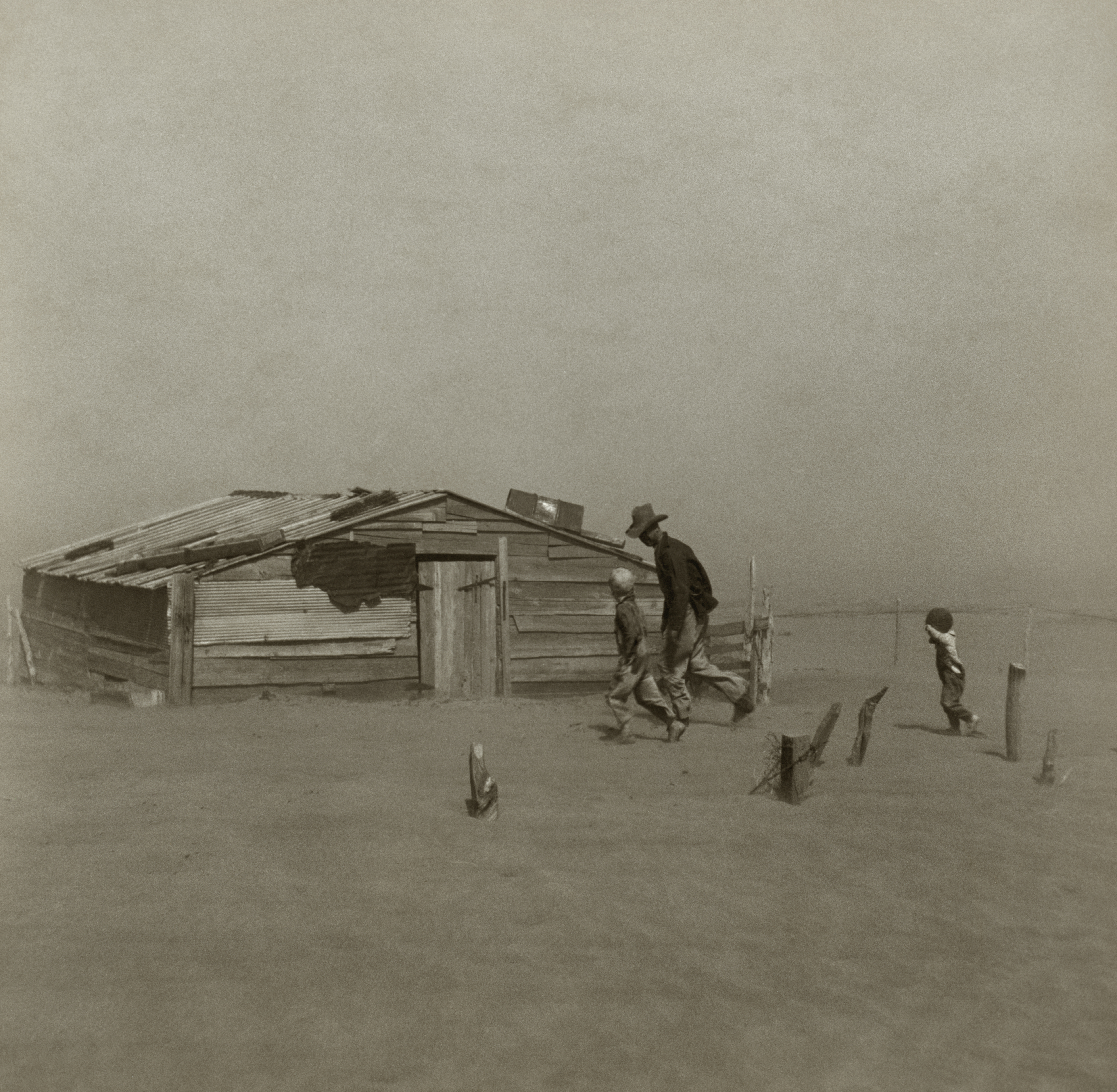
Пиловий казан залишив тисячі фермерів у злиднях у 1930-х роках.

Основні земельні гонки, в тому числі земельні перегони 1889 року, були проведені для переселенців на певних територіях, де у точний час були відкриті для заселення. Зазвичай земля відходила поселенцям, які перші прийшли. Тих, хто всупереч правилам перетинав кордон території до офіційного відкриття, називали швидкачі або поспішники (англ. sooners), звідки й пішло офіційне прізвисько штату.
Обговорення щодо перетворення території на штат почалися наприкінці XIX століття, коли Закон Кертіса (англ. Curtis Act) продовжував відбирати землі індіанських племен.

### XX століття
Спроби створити штат для індіанців під назвою Оклахома і пізніші спроби створити індіанський штат Секвоя не закінчились успішно. Проте Конвенція про утворення штату Секвоя 1905 року зрештою заклала основу для Конвенції утворення штату Оклахома, яке відбулося два роки по тому. 16 листопада 1907 р. Оклахома стала 46-м штатом в Союзі.

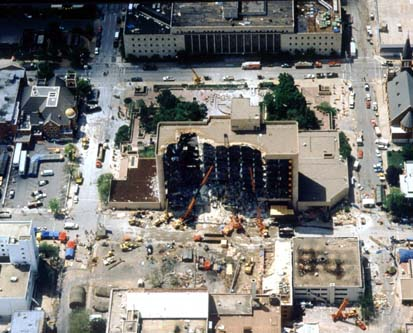
Теракт в Оклахома-Сіті був одним з найстрашніших терактів в історії Америки.

Новий штат став координаційним центром нафтової промисловості, а відкриття нафтових покладів спонукало до збільшення населення та багатства в містах. Талса була відомою як «Нафтова столиця світу» протягом більшої частини XX століття, а нафтові інвестиції значно підживлювали молоду економіку штату. В 1927 році бізнесмен з Оклахоми Сайрус Евері, відомий як «батько дороги Route 66», почав кампанію, за створення Route 66. Для контролю за плануванням маршруту 66 Ейвері очолив роботу зі створення асоціації Шосе 66, що базувалася у його рідному місті Талса. Щоб сформувати оригінальні частини Highway 66, використав ділянку шосе від Амарилло, штат Техас, до Талси, штат Оклахома.
Оклахома також має багату афро-американську історію. Тут було багато чорних міст, які процвітали на початку XX століття за чорного переміщення поселенців із сусідніх штатів, особливо Канзасу. Політик Едвард Маккейб закликав чорних поселенців прийти на тодішні індіанські території. Він обговорив із президентом Теодором Рузвельтом можливість зробити з Оклахоми штат для чорношкірих.
До початку XX століття Грінвуд, що на околицях Талси, був одним з найбільш успішних афро-американських міст у Сполучених Штатах. Закони Джима Кроу, які започаткували расову сегрегацію, були введені до початку XX століття, але чорношкірі все одно створили процвітаючу область.
Соціальна напруженість загострилася після відродження Ку-клукс-клану в 1915 р. Расові заворушення у Талсі спалахнули в 1921 р., коли білі напали на чорних. В одному з найдорожчих епізодів насильства на расовому ґрунті в американській історії внаслідок шістнадцяти годин безладдя було знищено 35 міських кварталів, що принесло $1,8  мільйона матеріальних збитків, а число загиблих оцінюється в понад 300 осіб. До кінця 1920-х, Ку-клукс-клан майже втратив свій вплив у штаті.
Впродовж 1930-х частини штату почали потерпати від наслідків поганої практики сільського господарства, тривалої посухи та сильних вітрів. Пиловий казан поширився у штатах Канзас, Техас, Нью-Мексико та північно-західній Оклахомі. Він заважав тривалими періодами посухи й аномально високих температур. Тисячі фермерів опинилися у злиднях і були змушені переїхати до більш родючих районів на заході Сполучених Штатів. За двадцятирічний період, що закінчився в 1950 р., зі штату мігрували малозабезпечені сім'ї, а населення штату скоротилось на 6,9 відсотка.
Заходи щодо збереження ґрунту і водних ресурсів помітно змінили господарство штату і призвели до будівництва масивних систем боротьби з повенями та гребель. Для подачі води для побутових потреб та сільськогосподарського зрошення було побудовано сотні водойм і штучних озер. Упродовж 1960-х Оклахома створила понад 200 озер, і це найбільший показник у країні.
У 1995 році Оклахома-Сіті стало місцем найгіршого акту внутрішнього тероризму в американській історії. Теракт в Оклахома-Сіті 19 квітня 1995 р. в якому Тімоті Маквей та Террі Ніколс привели у дію вибухові пристрої біля урядової будівлі, тим самим убивши 168 осіб, у тому числі 19 дітей. За вибух засудили двох чоловіків: Маквей був засуджений до смерті та страчений у федеральній тюрмі 11 червня 2001 р.; його партнер Ніколс довічно ув'язнений без права на дострокове звільнення. Приятеля Маквея з армії Майкл Фортьє засудили до 12 років ув'язнення у федеральній в'язниці та зобов'язали виплатити штраф у $75 000 за участь в організації вибуху (він надавав допомогу в продажу зброї, щоб зібрати кошти на організацію вибуху, а також вивчав цю будівлю як можливу ціль теракту). Його дружині, Лорі Фортьє, яка вже померла, був наданий імунітет від судового переслідування в обмін на її свідчення у справі.

## Судова система
Судова система штату Оклахома складається з Верховного суду, Апеляційного суду у кримінальних справах, Апеляційного суду у цивільних справах і 77 окружних судів. Адміністративні послуги для судової системи надаються Адміністративною канцелярією судів. 
На відміну від більшості штатів, в Оклахомі є два суди останньої інстанції. Проте, в компетенцію Верховного суду штату входить визначення того, який із судів має юрисдикцію щодо справи.
В 2018 році в штаті було зареєстровано 210 вбивств. Це на 14,6% менше, ніж у 2017 році. Але це тільки 0,2% від усіх зареєстрованих злочинів.

## Економіка

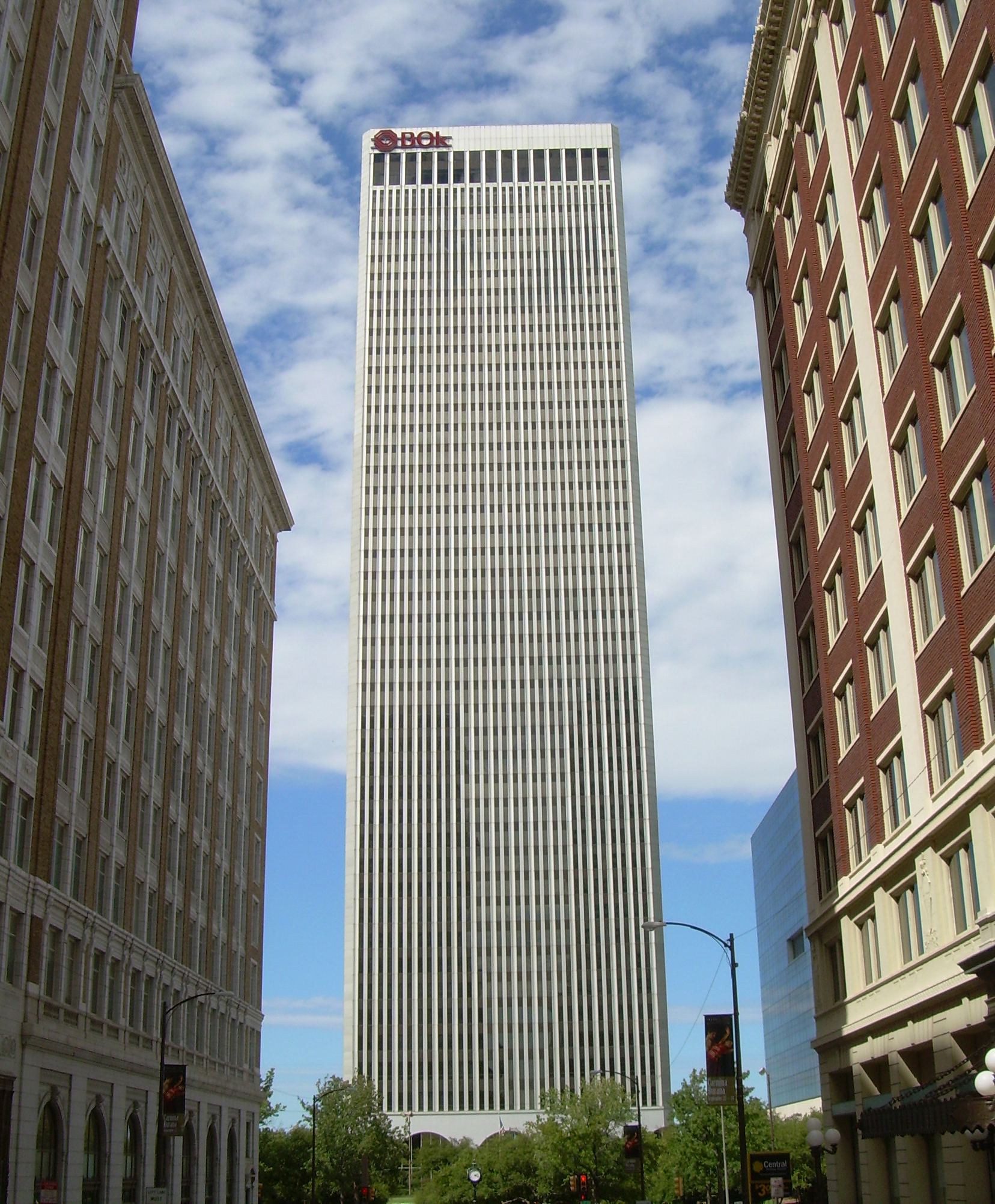
BOK Tower в Талсі, друга найвища будівля в Оклахомі, є штаб-квартирою для газодобувного гіганта Williams Companies.

Важливими секторами економіки Оклахоми є авіація, енергетика, транспортне обладнання, харчова промисловість, електроніка й телекомунікації, тому вона є важливим виробником природного газу, літаків і харчових продуктів. Штат посідає друге місце в країні за видобутком природного газу, У сільському господарстві штат є 27-м за продуктивністю в США, а також займає 5-те місце у виробництві пшениці. Чотири компанії зі списку Fortune 500 та шість компаній із Fortune 1000 мають штаб-квартиру в Оклахомі, через що штат був оцінений як один з найбільш сприятливих штатів США для бізнесу, цьому також сприяло низьке податкове навантаження (сьоме місце в США станом на 2007 рік).
Валовий внутрішній продукт Оклахоми зріс за 4 роки на 10,6 відсотка, з $131,9 млрд у 2006 році до $147,5 млрд у 2010. ВВП Оклахоми на душу населення становив $35,480 у 2010 році (40-е місце поміж штатів США).
Хоча нафтова галузь історично домінує в економіці штату, перевиробництво нафти в 1980-х роках призвело до ліквідації близько 90 000 робочих місць, пов'язаних з енергетикою в період між 1980 і 2000 роками, що завдало серйозної шкоди місцевій економіці. Станом на серпень 2011 року рівень безробіття штату становить 5,6 %.

### Промисловість
У середині 2011 року Оклахома мала 1,7 мільйона робочої сили при загальній зайнятості в несільськогосподарському секторі близько 1,5 мільйона. Державний сектор забезпечує більшість робочих місць (339 300 в 2011 році), потім іде транспортування та комунальне господарство — 279 500 робочих місць, та сектори освіти, бізнесу й виробництва, забезпечуючи 207 800, 177 400 та 132 700 робочих місць відповідно. Серед найбільших галузей промисловості штату, аерокосмічний сектор генерує $11 млрд на рік.
Талса має найбільшу базу технічного обслуговування авіакомпаній у світі. Вона обслуговує компанію American Airlines як інженерна штаб-квартира та місце глобального технічного обслуговування. Загалом на аерокосмічний сектор припадає понад 10 відсотків промислового виробництва Оклахоми, і вона є однією з 10 найбільших штатів у виробництві двигунів аерокосмічної галузі. Через своє розташування в центрі США, Оклахома також є одним із найкращих штатів для логістичних центрів, і однією з основних причин цього є погодні дослідження в штаті.
Штат є провідним виробником шин у Північній Америці та має одну з найбільш швидкозростаючих біотехнологічних галузей в країні. У 2005 році міжнародний експорт обробної промисловості Оклахоми склав $4,3 млрд, що становить 3,6 відсотка економіки штату. Виробництво шин, переробка м'яса, виробництво нафтогазового обладнання, та виробництво кондиціонерів — найбільші галузі виробничої промисловості штату.

### Енергія

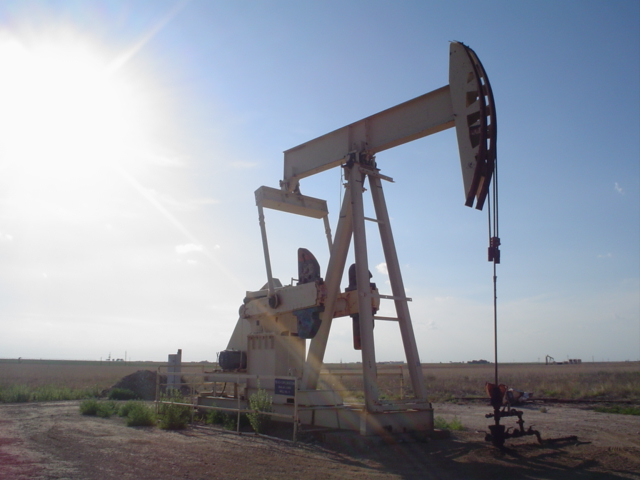
Оклахома є п'ятим за величиною виробником нафти в Сполучених Штатах.

Оклахома посідає третє місце за виробництвом природного газу в державі, п'яте — за видобутком нафти, друге місце — за кількістю активних бурових установок і п'яте місце за кількістю запасів нафти. У той час як штат посідає восьме місце у встановлених потужностях енергії вітру у 2011, він посідає останні місця серед штатів у використанні поновлюваних джерел енергії. У 2009 році 94 відсотки електроенергії генерувалося невідновлюваними джерелами, у тому числі 25 відсотків з вугілля і 46 відсотків з природного газу. Займаючи 13-те місце в США серед загального споживання енергії на душу населення у 2009 році, вартість енергії в Оклахомі були однією з найнижчих в країні.
У цілому, нафтова промисловість займає $35 млрд валового внутрішнього продукту Оклахоми, і працівники Оклахоми, пов'язані з нафтовими компаніями заробляють в середньому вдвічі більше, ніж в середньому населення штату. У 2009 році, штат мав 83 700 комерційних нафтових свердловин, що видобували 65 374 мільйони барелів (10 393 600 м3) нафти. Вісім з половиною відсотків постачань природного газу країни приходяться на Оклахому, з 47,4 км3 видобутого газу в 2009 році.
Згідно з журналом Forbes, Оклахома-Сіті має найбільше приватних компаній нафтової галузі у країні, серед яких Devon Energy Corporation, Chesapeake Energy Corporation і Sandridge Energy Corporation, і всі компанії Оклахоми зі списку Fortune 500 пов'язані з енергетикою.

#### Виробництво енергії з вітру
| Виробництво енергії з вітру в Оклахомі (ГВт*год, мільйонів кВт*год) | Виробництво енергії з вітру в Оклахомі (ГВт*год, мільйонів кВт*год) | Виробництво енергії з вітру в Оклахомі (ГВт*год, мільйонів кВт*год) | Виробництво енергії з вітру в Оклахомі (ГВт*год, мільйонів кВт*год) | Виробництво енергії з вітру в Оклахомі (ГВт*год, мільйонів кВт*год) | Виробництво енергії з вітру в Оклахомі (ГВт*год, мільйонів кВт*год) | Виробництво енергії з вітру в Оклахомі (ГВт*год, мільйонів кВт*год) | Виробництво енергії з вітру в Оклахомі (ГВт*год, мільйонів кВт*год) | Виробництво енергії з вітру в Оклахомі (ГВт*год, мільйонів кВт*год) | Виробництво енергії з вітру в Оклахомі (ГВт*год, мільйонів кВт*год) | Виробництво енергії з вітру в Оклахомі (ГВт*год, мільйонів кВт*год) | Виробництво енергії з вітру в Оклахомі (ГВт*год, мільйонів кВт*год) | Виробництво енергії з вітру в Оклахомі (ГВт*год, мільйонів кВт*год) | Виробництво енергії з вітру в Оклахомі (ГВт*год, мільйонів кВт*год) |
| Рік                                                                 | Всього                                                              | Січ                                                                 | Лют                                                                 | Бер                                                                 | Кві                                                                 | Тра                                                                 | Чер                                                                 | Лип                                                                 | Сер                                                                 | Вер                                                                 | Жов                                                                 | Лис                                                                 | Гру                                                                 |
| ------------------------------------------------------------------- | ------------------------------------------------------------------- | ------------------------------------------------------------------- | ------------------------------------------------------------------- | ------------------------------------------------------------------- | ------------------------------------------------------------------- | ------------------------------------------------------------------- | ------------------------------------------------------------------- | ------------------------------------------------------------------- | ------------------------------------------------------------------- | ------------------------------------------------------------------- | ------------------------------------------------------------------- | ------------------------------------------------------------------- | ------------------------------------------------------------------- |
| 2009                                                                | 2698                                                                | 183                                                                 | 182                                                                 | 233                                                                 | 233                                                                 | 159                                                                 | 175                                                                 | 140                                                                 | 172                                                                 | 152                                                                 | 253                                                                 | 269                                                                 | 308                                                                 |
| 2010                                                                | 3808                                                                | 252                                                                 | 187                                                                 | 389                                                                 | 400                                                                 | 305                                                                 | 360                                                                 | 265                                                                 | 260                                                                 | 311                                                                 | 299                                                                 | 408                                                                 | 375                                                                 |
| 2011                                                                | 5369                                                                | 319                                                                 | 446                                                                 | 519                                                                 | 531                                                                 | 510                                                                 | 513                                                                 | 329                                                                 | 335                                                                 | 337                                                                 | 487                                                                 | 574                                                                 | 469                                                                 |
| 2012                                                                |                                                                     | 632                                                                 | 555                                                                 | 744                                                                 | 634                                                                 | 726                                                                 | 639                                                                 | 570                                                                 | 453                                                                 | 516                                                                 |                                                                     |                                                                     |                                                                     |

Джерело:

### Сільське господарство
Займаючи 27-е місце серед найбільш продуктивних штатів у сфері сільського господарства, Оклахома посідає п'яте місце у виробництві великої рогатої худоби та п'яте у виробництві пшениці. близько 5,5 відсотка американської яловичини надходить з Оклахоми, а також штат виробляє 6,1 відсотка американської пшениці, 4,2 відсотка американської свинини, і 2,2 відсотка молочних продуктів.
У 2005 році штат мав 83 500 фермерських господарств, які в сукупності виробляли $4,3 млрд в продуктах тваринного походження і не більше одного мільярда доларів на рослинницькій продукції, складаючи більш ніж $6,1 млрд. ВВП штату.

## Культура

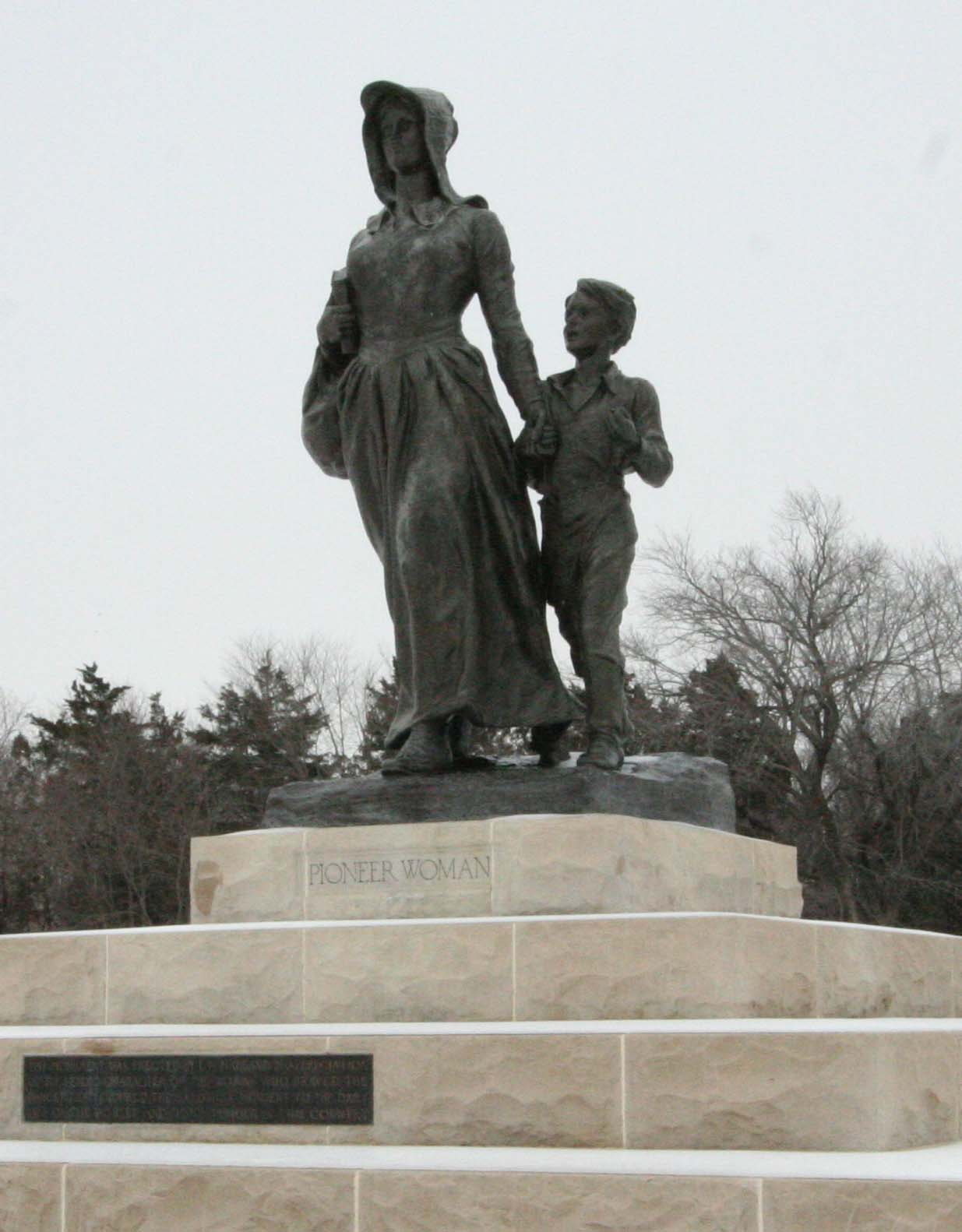
Спадщина Оклахоми як штату-піонера зображена статуєю Pioneer Woman В Понка-Сіті.

Оклахома розташована на Півдні (згідно з даними Бюро перепису населення США),, однак вона знаходиться на перетині географічно-культурних регіонів півдня Сполучених штатів, тому вона досить культурно різноманітна. Жителі Оклахоми мають високу кількість людей англійського, шотландсько-ірландського, німецького та індіанського походження, з 25-ма різними рідними мовами.
Оскільки багато корінних американців були змушені переїхати до Оклахоми, коли білих поселень у Північній Америці збільшилося, Оклахома має сильне мовне розмаїття.
Мері Лінн, професор антропології в Університеті Оклахоми, сказала, що Оклахома також має високі рівні зникнення мов.

## Демографія

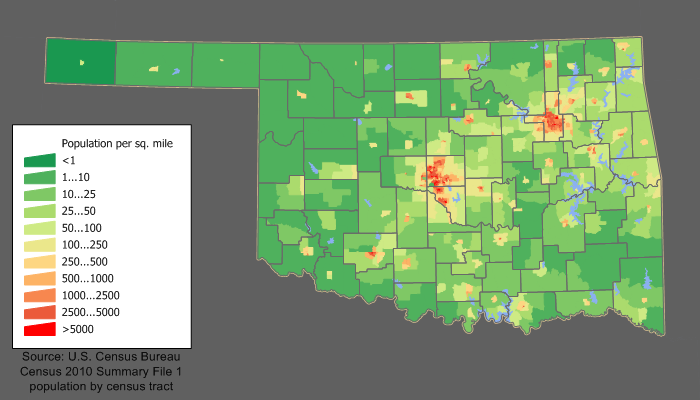
Карта густоти населення Оклахоми

Населення штату Оклахома на 1 липня 2012 року було 3 814 820, зі збільшенням на 1,7 % у порівнянні з переписом населення США 2010 року.
У перепису 2010 року, 68,7 % населення були неіспаномовні білі (їхня кількість впала з 88 % станом на 1970 рік), 7,3 % неіспаномовні афроамериканці, 8,2 % неіспаномовні американські індіанського походження, і 5,1 % двох або більше рас. 8,9 % населення Оклахоми іспаномовні латиноамериканці.
У 2008 році в Оклахомі населення становило 3 642 361, і за оцінками 2005 року етнічне походження населення було наступним: 14,5 % — німці, 13,1 % — американці, 11,8 % — ірландці, 9,6 % — англійці, 8,1 % — афроамериканці та 11,4 % індіанці, включаючи 7,9 % черокі, хоча відсоток людей, що претендують на американських індіанців, склав 8,1 %. Штат займав друге місце за кількістю корінних американців за оцінкою у 2002 році, їх кількість становила 395 219.
Доходи фізичних осіб на душу населення у штаті становлять $32 210 і займають 37-е місце по США, хоча штат третій за швидкістю зростання доходу на душу населення в країні та стабільно входить у нижні позиції індексу вартості життя..
Мовний склад населення (2010) 
| Мови            | Частка людей старше 5 років, % |
| --------------- | ------------------------------ |
| англійська      | 91,15                          |
| іспанська       | 5,89                           |
| в'єтнамська     | 0,41                           |
| німецька        | 0,31                           |
| індіанські мови | 0,25                           |
| китайська       | 0,18                           |
| французька      | 0,14                           |
| корейська       | 0,13                           |
| черокі          | 0,11                           |
| арабська        | 0,11                           |
| інші            | 1,32                           |